# Libardo Simancas Torres
Libardo Simancas Torres (Arjona, 10 de febrero de 1951-Cartagena de Indias, 21 de junio de 2022) fue un abogado, político, historiador y docente colombiano. Fue gobernador de Bolívar entre 2004-2007.

## Biografía
Simancas estudió derecho en la Universidad de Cartagena, realizando su maestría de derecho constitucional e historia en España. Inició en su profesión como docente de la Universidad de Cartagena donde estudió y posteriormente en varios colegios y liceos de Cartagena de Indias. Perteneció en la Academia de Historia de Cartagena y Arjona como docente.
Se incursionó en la política como concejal de Arjona y se desempeñó como diputado de Bolívar. En 2004 fue elegido como gobernador de Bolívar hasta 2007. En 2010 fue detenido por la Fiscalía General de la Nación por recibir apoyo y financiamiento de la gobernación departamental de parte de las Autodefensas Unidas de Colombia en el Bloque Héroes que operaron en los Montes de María; fue condenado en 2012 y se le rebajó la pena tras haber aceptado la participación con el grupo paramilitar. Salió en libertad en 2013.
El 21 de junio de 2022 en su finca y residencia en Arjona sufrió un infarto de miocardio donde fue traslado a una clínica de Cartagena de Indias, donde falleció después de reanimarlo y no tenía señales vitales.